# 3711 Ellensburg
3711 Ellensburg (1983 QD) là một tiểu hành tinh vành đai chính được phát hiện ngày 31 tháng 8 năm 1983 bởi Gibson, J. ở Palomar.